# Đại hội Thể thao châu Á 2014
Đại hội Thể thao châu Á 2014 (2014년 아시아 경기대회/2014년 아시안 게임), tên chính thức là Đại hội Thể thao châu Á lần thứ 17 (제17회 아시아 경기대회/제17회 아시안 게임) còn được gọi là Incheon 2014 (인천2014), là một sự kiện thể thao đa môn cấp châu lục được tổ chức tại thành phố Incheon, Hàn Quốc, từ ngày 19 tháng 9 đến ngày 4 tháng 10 năm 2014.
Vào ngày 17 tháng 4 năm 2007, Incheon đã giành được quyền đăng cai kỳ đại hội này, vượt qua đối thủ Delhi (Ấn Độ) và trở thành thành phố thứ ba của Hàn Quốc tổ chức Á vận hội, sau Seoul (1986) và Busan (2002). Mặc dù lễ khai mạc chính thức diễn ra vào ngày 19 tháng 9, một số môn thi đấu đã bắt đầu từ ngày 14 đến 19 tháng 9. Khoảng 9.501 vận động viên đã tham gia tranh tài ở 439 nội dung thuộc 36 môn thể thao. Tổng thống Hàn Quốc Park Geun-hye đã tuyên bố khai mạc đại hội tại Sân vận động chính Incheon Asiad.
Bảng tổng sắp huy chương cuối cùng được dẫn đầu bởi Trung Quốc, tiếp theo là nước chủ nhà Hàn Quốc và Nhật Bản. Campuchia lần đầu tiên trong lịch sử giành được huy chương vàng tại Á vận hội. Trong suốt kỳ đại hội, có 14 kỷ lục thế giới và 27 kỷ lục châu Á được thiết lập. Vận động viên bơi lội Nhật Bản Kosuke Hagino được vinh danh là VĐV xuất sắc nhất của đại hội. Mặc dù gặp phải một số tranh cãi, Á vận hội 2014 vẫn được đánh giá là thành công nhờ chi phí tổ chức tiết kiệm và chất lượng chuyên môn ngày càng được nâng cao.

## Quá trình đấu thầu
New Delhi và Incheon đã nộp hồ sơ đăng ký chính thức trước hạn chót ngày 30 tháng 6 năm 2005. Một ủy ban đánh giá gồm 5 thành viên của Hội đồng Olympic châu Á (OCA), do Phó Chủ tịch Celso Dayrit dẫn đầu, đã tới khảo sát New Delhi từ ngày 9 đến 11 tháng 11 năm 2006 và Incheon từ ngày 12 đến 14 tháng 11 năm 2006.
| Thành phố | NOC         | Phiếu bầu |
| Incheon   | South Korea | 32        |
| New Delhi | India       | 13        |

Cuộc bỏ phiếu được tổ chức vào ngày 17 tháng 4 năm 2007 tại Thành phố Kuwait, trong khuôn khổ Đại hội đồng lần thứ 26 của OCA. Trong phần trình bày cuối cùng, Incheon đã đưa ra đề nghị mới, cam kết hỗ trợ 20 triệu USD cho các quốc gia chưa từng giành huy chương tại Á vận hội, đồng thời cung cấp vé máy bay và chỗ ở miễn phí cho toàn bộ các đoàn vận động viên. Trong khi đó, phía Ấn Độ không điều chỉnh đề xuất của mình. Cả 45 thành viên OCA đã tham gia bỏ phiếu kín, kết quả cuối cùng là Incheon chiến thắng với 32 phiếu, so với 13 phiếu dành cho New Delhi.
Nhiều ý kiến cho rằng sự thiếu quyết tâm và cam kết của phía Ấn Độ, đặc biệt là phát biểu phản đối tổ chức đại hội từ Bộ trưởng Thể thao Ấn Độ lúc bấy giờ, ông Mani Shankar Aiyar, đã ảnh hưởng lớn đến kết quả. Ông cho rằng nguồn kinh phí dành cho Á vận hội nên được dùng để cải thiện đời sống cho người nghèo. Chủ tịch Ủy ban Olympic Ấn Độ (IOA) sau đó thừa nhận rằng phát biểu này chính là nguyên nhân chính dẫn đến thất bại của New Delhi. Bên cạnh đó, vấn đề ô nhiễm và giao thông tại Delhi cũng là mối lo ngại của ủy ban đánh giá. Mặc dù Ấn Độ đề xuất hỗ trợ 2 triệu USD cho mỗi quốc gia, con số này không thể so sánh với cam kết 20 triệu USD của Incheon dành cho tất cả 45 quốc gia và vùng lãnh thổ tham dự. Ngoài ra, Incheon còn nhấn mạnh vào hạ tầng hiện đại và công nghệ cao phục vụ cho vận động viên, điều mà Delhi không nêu bật được.

## Tổ chức

### Chi phí
Chi phí của các trò chơi đã được ước tính vào khoảng US $1.620.000.000, với chính phủ Hàn Quốc và chính phủ Incheon bao gồm 19% và 78,9% tương ứng. Trong tổng ngân sách, một số 1,39 tỷ USD sẽ được sử dụng cho việc xây dựng các địa điểm và cơ sở hạ tầng, trong khi khoảng 11 triệu USD sẽ bao gồm việc xây dựng và duy trì các cơ sở đào tạo. Khoảng 103 triệu USD sẽ được sử dụng cho các dự án đường bộ và giao thông vận tải.
Tuy nhiên, báo cáo tháng 6 năm 2012 cho thấy thành phố đang chịu áp lực về tài chính do nợ cuộc nổi dậy.
Các IAGOC dự kiến sẽ tiết kiệm được 34 triệu USD sau khi đồng ý giảm từ 15.000 đến 2.025 vận động viên sẽ được cung cấp miễn phí cho giao thông vận tải và chỗ ở.

### Địa điểm

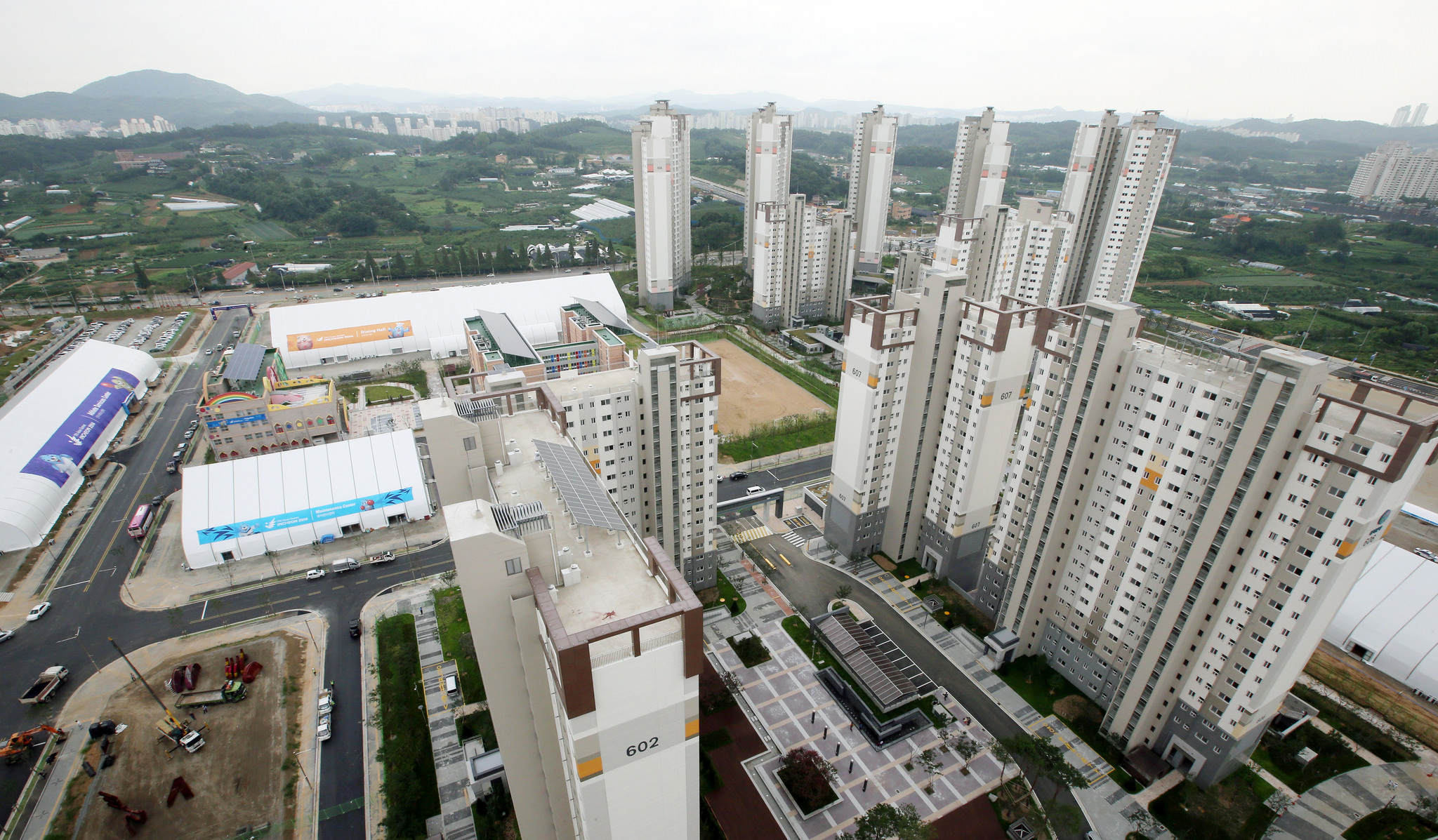
Nhìn từ trên không của Làng vận động viên Asiad Incheon trong tháng 7 năm 2014

Các sân vận động chính, được gọi là sân vận động chính Asiad Incheon, có công suất tất cả chỗ ngồi của 61.074 chỗ ngồi, với 30.000 chỗ ngồi là biến sau khi Á vận hội. Các 400 triệu USD sân vận động, những người ban đầu lên kế hoạch cho 70.000 chỗ ngồi được thiết kế bởi Populous, người cũng đã thiết kế một số địa điểm sự kiện trên toàn thế giới, trong đó có sân vận động Olympic của Thế vận hội Mùa hè 2012. Lễ khởi công được tổ chức vào ngày 28 tháng 6 năm 2011 trong Yeonhui-dong, với việc xây dựng bắt đầu vào tháng 6 năm 2011 và dự kiến hoàn thành vào tháng 4 năm 2014.

### Giao thông vận tải
Tàu điện ngầm Incheon thời gian xây dựng đã được rút ngắn hơn dự kiến hoàn thành năm 2018. Do sự phổ biến ngày càng tăng của sân bay quốc tế Incheon trong các trò chơi, các thủ tục nhập cảnh đã được cải tiến để thuận tiện cho hành khách.

## Lễ rước đuốc

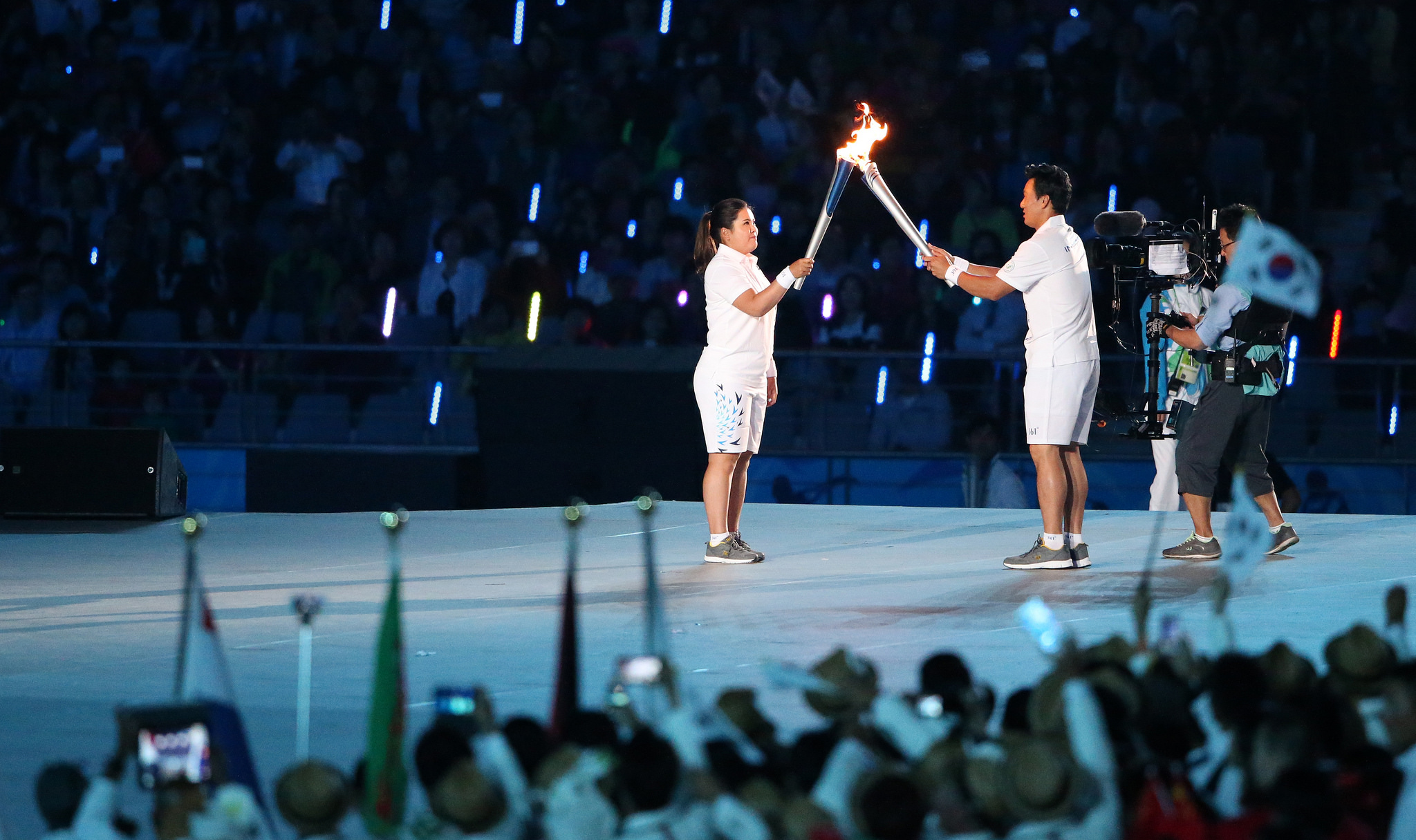
Các rước đuốc trong lễ khai mạc. Vận động viên Hàn Quốc Inbee Park di chuyển lửa cho Lee Seung-yeop

Ngọn đuốc đã được tiết lộ trong tháng 10 năm 2013, với motif thiết kế dựa trên những con chim chính thức của thành phố vùng đô thị đặc biệt Incheon, các cần cẩu, với xi lanh nội bộ màu xanh của ngọn đuốc biểu bầu trời và đại dương của Incheon. Bốn màu sắc (xanh, vàng, đỏ, tím) được thiết kế để đại diện cho năm khu vực của châu Á.
Ngọn đuốc được thắp sáng tại Sân vận động Quốc gia Dhyan Chand ở New Delhi, Ấn Độ vào ngày 09 Tháng 8 năm 2014 này đánh dấu lần đầu tiên ngọn đuốc được thắp sáng bên ngoài của nước sở tại. Lần đầu tiên cũng, các trò chơi được tổ chức bởi thành phố của Hàn Quốc có rước đuốc quốc tế Uy Hải, một thành phố ở tỉnh Sơn Đông, chỉ là một thành phố khác tổ chức rước đuốc vào ngày 12 tháng 8 năm 2014.
Lễ ánh sáng trong nước được tổ chức tại Manisan trên đảo Ganghwa vào ngày 12 tháng 8 năm 2014. Rơ le trong nước bắt đầu từ 13 tháng 8 năm 2014 và đi qua 70 thành phố cho 5.700 km cho đến khi lễ khai mạc.

## Lịch thi đấu
Trong lịch sau đây cho Đại hội Thể thao châu Á 2014, mỗi hộp màu xanh đại diện cho một cuộc thi sự kiện, chẳng hạn như vòng loại, vào ngày hôm đó. Các hộp màu vàng đại diện cho ngày trong đó trận chung kết huy chương, giải thưởng cho một môn thể thao được tổ chức, trong đó số đại diện cho số của trận chung kết đã được tranh cãi vào ngày hôm đó. Ở bên trái danh sách lịch từng môn thể thao với các sự kiện được tổ chức trong các trò chơi, và ở bên phải có bao nhiêu huy chương vàng đã giành chiến thắng trong thể thao đó. Có một khóa ở phía trên cùng của lịch để hỗ trợ người đọc.
| OC | Lễ khai mạc | ● | Tranh tài | 1 | Chung kết | CC | Lễ bế mạc |

| Tháng 9/tháng 10 2014      | CN 14 | T2 15 | T3 16 | T4 17 | T5 18 | T6 19 | T7 20 | CN 21 | T2 22 | T3 23 | T4 24 | T5 25 | T6 26 | T7 27 | CN 28 | T2 29 | T3 30 | T4 1 | T5 2 | T6 3 | T7 4 | Huy chương vàng |
| -------------------------- | ----- | ----- | ----- | ----- | ----- | ----- | ----- | ----- | ----- | ----- | ----- | ----- | ----- | ----- | ----- | ----- | ----- | ---- | ---- | ---- | ---- | --------------- |
| Dưới nước – Nhảy cầu       |       |       |       |       |       |       |       |       |       |       |       |       |       |       |       | 2     | 2     | 2    | 2    | 2    |      | 10              |
| Dưới nước – Bơi lội        |       |       |       |       |       |       |       | 6     | 6     | 7     | 7     | 6     | 6     |       |       |       |       |      |      |      |      | 38              |
| Dưới nước – Bơi nghệ thuật |       |       |       |       |       |       | 1     | ●     | 1     | 1     |       |       |       |       |       |       |       |      |      |      |      | 3               |
| Dưới nước – Bóng nước      |       |       |       |       |       |       | ●     | ●     | ●     | 1     | ●     | ●     | ●     | ●     | ●     | ●     | ●     | 1    |      |      |      | 2               |
| Bắn cung                   |       |       |       |       |       |       |       |       |       | ●     | ●     | ●     | ●     | 4     | 4     |       |       |      |      |      |      | 8               |
| Điền kinh                  |       |       |       |       |       |       |       |       |       |       |       |       |       | 5     | 8     | 7     | 4     | 11   | 11   | 1    |      | 47              |
| Cầu lông                   |       |       |       |       |       |       | ●     | ●     | 1     | 1     | ●     | ●     | ●     | 1     | 2     | 2     |       |      |      |      |      | 7               |
| Bóng chày – Bóng chày      |       |       |       |       |       |       |       | ●     | ●     | ●     | ●     | ●     |       | ●     | 1     |       |       |      |      |      |      | 1               |
| Bóng chày – Bóng mềm       |       |       |       |       |       |       |       |       |       |       |       |       |       | ●     | ●     | ●     |       | ●    | 1    |      |      | 1               |
| Bóng rổ                    |       |       |       |       |       |       | ●     | ●     | ●     | ●     | ●     | ●     | ●     | ●     | ●     | ●     |       | ●    | 1    | 1    |      | 2               |
| Bowling                    |       |       |       |       |       |       |       |       |       | 1     | 1     | 1     | 1     | ●     | 2     | ●     | 4     | ●    | 2    |      |      | 12              |
| Quyền anh                  |       |       |       |       |       |       |       |       |       | ●     | ●     | ●     | ●     | ●     | ●     | ●     | ●     | 3    | ●    | 10   |      | 13              |
| Đua thuyền – Vượt thác     |       |       |       |       |       |       |       |       |       |       |       |       |       |       |       |       |       | ●    | 4    |      |      | 4               |
| Đua thuyền – Nước phẳng    |       |       |       |       |       |       |       |       |       |       |       |       |       | ●     | ●     | 12    |       |      |      |      |      | 12              |
| Cricket                    |       |       |       |       |       |       | ●     | ●     | ●     | ●     | ●     | ●     | 1     | ●     | ●     | ●     | ●     | ●    | ●    | 1    |      | 2               |
| Đua xe đạp – BMX           |       |       |       |       |       |       |       |       |       |       |       |       |       |       |       |       |       | 2    |      |      |      | 2               |
| Đua xe đạp – Địa hình      |       |       |       |       |       |       |       |       |       |       |       |       |       |       |       |       | 2     |      |      |      |      | 2               |
| Đua xe đạp – Đường trường  |       |       |       |       |       |       |       |       |       |       |       |       |       | 2     | 1     | 1     |       |      |      |      |      | 4               |
| Đua xe đạp – Lòng chảo     |       |       |       |       |       |       | 2     | 2     | 1     | 1     | 1     | 3     |       |       |       |       |       |      |      |      |      | 10              |
| Đua ngựa                   |       |       |       |       |       |       | 1     | ●     |       | 1     | ●     | ●     | 2     |       | 1     |       | 1     |      |      |      |      | 6               |
| Đấu kiếm                   |       |       |       |       |       |       | 2     | 2     | 2     | 2     | 2     | 2     |       |       |       |       |       |      |      |      |      | 12              |
| Bóng đá                    | ●     | ●     | ●     | ●     | ●     |       | ●     | ●     | ●     | ●     | ●     | ●     | ●     | ●     | ●     |       | ●     | 1    | 1    |      |      | 2               |
| Golf                       |       |       |       |       |       |       |       |       |       |       |       | ●     | ●     | ●     | 4     |       |       |      |      |      |      | 4               |
| TDDC – Thể dục nghệ thuật  |       |       |       |       |       |       |       | 1     | 1     | 2     | 5     | 5     |       |       |       |       |       |      |      |      |      | 14              |
| TDDC – Thể dục nhịp diệu   |       |       |       |       |       |       |       |       |       |       |       |       |       |       |       |       |       | 1    | 1    |      |      | 2               |
| TDDC – Thể dục nhào lộn    |       |       |       |       |       |       |       |       |       |       |       |       | 2     |       |       |       |       |      |      |      |      | 2               |
| Bóng ném                   |       |       |       |       |       |       | ●     | ●     | ●     |       | ●     | ●     | ●     |       | ●     | ●     | ●     | 1    | 1    |      |      | 2               |
| Khúc côn cầu trên cỏ       |       |       |       |       |       |       | ●     | ●     | ●     | ●     | ●     | ●     | ●     | ●     |       | ●     | ●     | 1    | 1    |      |      | 2               |
| Judo                       |       |       |       |       |       |       | 4     | 5     | 5     | 2     |       |       |       |       |       |       |       |      |      |      |      | 16              |
| Kabaddi                    |       |       |       |       |       |       |       |       |       |       |       |       |       |       | ●     | ●     | ●     | ●    | ●    | 2    |      | 2               |
| Karate                     |       |       |       |       |       |       |       |       |       |       |       |       |       |       |       |       |       |      | 5    | 5    | 3    | 13              |
| 5 môn phối hợp             |       |       |       |       |       |       |       |       |       |       |       |       |       |       |       |       |       |      | 2    | 2    |      | 4               |
| Chèo thuyền                |       |       |       |       |       |       | ●     | ●     | ●     | ●     | 7     | 7     |       |       |       |       |       |      |      |      |      | 14              |
| Bóng bầu dục               |       |       |       |       |       |       |       |       |       |       |       |       |       |       |       |       | ●     | ●    | 2    |      |      | 2               |
| Sailing                    |       |       |       |       |       |       |       |       |       |       | ●     | ●     | ●     | ●     | ●     | ●     | ●     | 14   |      |      |      | 14              |
| Cầu mây                    |       |       |       |       |       |       | ●     | ●     | 2     | ●     | ●     | ●     | ●     | ●     | 2     | ●     | ●     | ●    | ●    | 2    |      | 6               |
| Bắn súng                   |       |       |       |       |       |       | 4     | 4     | 4     | 4     | 4     | 10    | 6     | 6     |       | ●     | 2     |      |      |      |      | 44              |
| Squash                     |       |       |       |       |       |       | ●     | ●     | ●     | 2     | ●     | ●     | ●     | 2     |       |       |       |      |      |      |      | 4               |
| Bóng bàn                   |       |       |       |       |       |       |       |       |       |       |       |       |       | ●     | ●     | ●     | 2     | ●    | ●    | 3    | 2    | 7               |
| Taekwondo                  |       |       |       |       |       |       |       |       |       |       |       |       |       |       |       |       | 4     | 4    | 4    | 4    |      | 16              |
| Quần vợt – Quần vợt        |       |       |       |       |       |       | ●     | ●     | ●     | ●     | 2     | ●     | ●     | ●     | ●     | 3     | 2     |      |      |      |      | 7               |
| Quần vợt – Quần vợt mềm    |       |       |       |       |       |       |       |       |       |       |       |       |       |       |       | ●     | 2     | 1    | 2    | ●    | 2    | 7               |
| 3 môn phối hợp             |       |       |       |       |       |       |       |       |       |       |       | 2     | 1     |       |       |       |       |      |      |      |      | 3               |
| Bóng chuyền bãi biển       |       |       |       |       |       |       | ●     | ●     | ●     | ●     | ●     | ●     | ●     | ●     | 1     | 1     |       |      |      |      |      | 2               |
| Bóng chuyền trong nhà      |       |       |       |       |       |       | ●     | ●     | ●     | ●     | ●     | ●     | ●     | ●     | ●     | ●     | ●     | ●    | 1    | 1    |      | 2               |
| Cử tạ                      |       |       |       |       |       |       | 2     | 2     | 2     | 2     | 2     | 2     | 3     |       |       |       |       |      |      |      |      | 15              |
| Đấu vật                    |       |       |       |       |       |       |       |       |       |       |       |       |       | 4     | 4     | 4     | 4     | 4    |      |      |      | 20              |
| Wushu                      |       |       |       |       |       |       | 2     | 2     | 2     | 2     | 7     |       |       |       |       |       |       |      |      |      |      | 15              |
| Nghi lễ                    |       |       |       |       |       | OC    |       |       |       |       |       |       |       |       |       |       |       |      |      |      | CC   |                 |
| Tổng số huy chương vàng    |       |       |       |       |       |       | 18    | 24    | 27    | 29    | 38    | 38    | 22    | 24    | 30    | 32    | 29    | 46   | 41   | 34   | 7    | 439             |
| Tổng số tích lũy           |       |       |       |       |       |       | 18    | 42    | 69    | 98    | 136   | 174   | 196   | 220   | 250   | 282   | 311   | 357  | 398  | 432  | 439  |                 |
| Tháng 9/tháng 10 2014      | CN 14 | T2 15 | T3 16 | T4 17 | T5 18 | T6 19 | T7 20 | CN 21 | T2 22 | T3 23 | T4 24 | T5 25 | T6 26 | T7 27 | CN 28 | T2 29 | T3 30 | T4 1 | T5 2 | T6 3 | T7 4 | Huy chương vàng |

## Thể thao

### Lễ khai mạc
Lễ khai mạc sẽ bắt đầu lúc 18:00 (giờ địa phương theo Hàn Quốc) vào ngày 19 tháng 9 năm 2014. Việc thực hiện sẽ bao gồm bốn hành vi, từ "Châu Á từ lâu rồi", "Châu Á họp thông qua biển", "Châu Á như gia đình và bạn bè", và "Châu Á là một trong tương lai và tham gia với ngày hôm nay".

### Các môn thi đấu
Các môn thi đấu năm 2014 dự kiến sẽ tính năng 28 môn thể thao Olympic sẽ được tranh tài tại Thế vận hội Mùa hè 2016. Ngoài ra, tám phi thể thao Olympic sẽ được đặc trưng: bóng chày, bowling, dế, Kabaddi, karate, cầu mây, squash và wushu. Danh sách này được hoàn thành vào ngày 9 tháng 12 năm 2010 tại cuộc họp Hội đồng Olympic châu Á của OCA tại Muscat, Oman. Điều này dẫn đến trong sáu môn thể thao khác: thể thao lăn, trò chơi hội đồng quản trị (cờ vua, đi, cờ tướng), gợi ý các môn thể thao, bóng mềm, khiêu vũ thể thao và thuyền rồng, được tổ chức tại Đại hội trước được giảm từ danh sách. Danh sách này được thông qua ngày 13 tháng 7 năm 2011 trong hội đồng thường niên thứ 30 tại Tokyo như bóng mềm kết hợp với bóng chày là một môn thể thao, trong khi quần vợt mềm là theo kỷ luật của quần vợt. Lần đầu tiên, bắn cung hợp chất, ba môn phối hợp tiếp hỗn hợp, các sự kiện đội judo đã được giới thiệu.
Những thay đổi trong các môn thể thao Olympic không đặc trưng tại Đại hội thể thao châu Á bị ảnh hưởng bởi các cuộc thảo luận với các tổ chức, người đã đề nghị loại bỏ của cricket từ chương trình bởi vì họ cảm thấy quá ít nước chơi nó, và bởi vì họ thiếu cơ sở hạ tầng để lưu trữ nó. Tuy nhiên, OCA tranh chấp việc loại bỏ đề xuất của cricket, với lý do phổ biến của nó và quan tâm người xem.
- Thể thao dưới nước
  -  Nhảy cầu (chi tiết)
  -  Bơi lội (chi tiết)
  -  Bơi nghệ thuật (chi tiết)
  -  Bóng nước (chi tiết)
- Bắn cung (chi tiết)
- Điền kinh (chi tiết)
- Cầu lông (chi tiết)
- Bóng chày
  -  Bóng chày (chi tiết)
  -  Bóng mềm (chi tiết)
- Bóng rổ (chi tiết)
- Bowling (chi tiết)
- Quyền anh (chi tiết)
- Đua thuyền (chi tiết)
  -  Vượt thác
  -  Nước phẳng
- Cricket (chi tiết)
- Đua xe đạp (chi tiết)
  -  BMX
  -  Địa hình
  -  Đường trường
  -  Lòng chảo
- Đua ngựa (chi tiết)
  - Dressage
  - Eventing
  - Jumping
- Đấu kiếm (chi tiết)
- Khúc côn cầu (chi tiết)
- Bóng đá (chi tiết)
- Golf (chi tiết)
- Thể dục dụng cụ (chi tiết)
  -  Thể dục nghệ thuật
  -  Thể dục nhịp diệu
  -  Thể dục nhào lộn
- Bóng ném (chi tiết)
- Judo (chi tiết)
- Kabaddi (chi tiết)
- Karate (chi tiết)
- 5 môn phối hợp (chi tiết)
- Chèo thuyền (chi tiết)
- Bóng bầu dục (chi tiết)
- Sailing (chi tiết)
- Cầu mây (chi tiết)
- Bắn súng (chi tiết)
- Squash (chi tiết)
- Bóng bàn (chi tiết)
- Taekwondo (chi tiết)
- Quần vợt
  -  Quần vợt (chi tiết)
  -  Quần vợt mềm (chi tiết)
- 3 môn phối hợp (chi tiết)
- Bóng chuyền (chi tiết)
  -  Bóng chuyền bãi biển
  -  Bóng chuyền trong nhà
- Cử tạ (chi tiết)
- Đấu vật (chi tiết)
- Wushu (chi tiết)

### Lễ bế mạc
Lễ bế mạc sẽ được tổ chức từ lúc 19:00 đến lúc 21:30 vào ngày 04 tháng 10 năm 2014.

### Bảng huy chương
Mười tốp được liệt kê NOC theo số lượng huy chương vàng được liệt kê dưới đây. Chủ nhà, Hàn Quốc, được đánh dấu.
| Hạng                | NOC                 | Vàng | Bạc | Đồng | Tổng số |
| ------------------- | ------------------- | ---- | --- | ---- | ------- |
| 1                   | Trung Quốc          | 151  | 109 | 85   | 345     |
| 2                   | Hàn Quốc            | 79   | 70  | 79   | 228     |
| 3                   | Nhật Bản            | 47   | 77  | 76   | 200     |
| 4                   | Kazakhstan          | 28   | 23  | 33   | 84      |
| 5                   | Iran                | 21   | 18  | 18   | 57      |
| 6                   | Thái Lan            | 12   | 7   | 28   | 47      |
| 7                   | CHDCND Triều Tiên   | 11   | 11  | 14   | 36      |
| 8                   | Ấn Độ               | 11   | 10  | 36   | 57      |
| 9                   | Đài Bắc Trung Hoa   | 10   | 18  | 23   | 51      |
| 10                  | Qatar               | 10   | 0   | 4    | 14      |
| 11–37               | Các nước còn lại    | 59   | 97  | 179  | 335     |
| Tổng số (37 đơn vị) | Tổng số (37 đơn vị) | 439  | 440 | 575  | 1454    |

## Quốc gia tham dự
Tất cả 45 thành viên của Hội đồng Olympic châu Á tham gia, điều này bao gồm Bắc Triều Tiên, bất chấp mối đe dọa tẩy chay sau khi tranh chấp với Hàn Quốc trên các điều khoản của lưu trữ đoàn vận động viên và các quan chức. Ả Rập Saudi là NOC duy nhất không gửi vận động viên nữ Á vận hội.
Dưới đây là một danh sách của tất cả các NOC tham gia; số lượng tuyển thủ mỗi đoàn được nêu trong ngoặc.
- Afghanistan (66)[42]
- Bahrain (69)[43]
- Bangladesh (136)[44]
- Bhutan (16)[45]
- Brunei (11)[46]
- Campuchia (19)[47]
- Trung Quốc (895)[48]
- CHDCND Triều Tiên (151)[49]
- Hồng Kông (476)[50]
- Ấn Độ (515)[51]
- Indonesia (186)[52]
- Iran (282)[53]
- Iraq (64)[54]
- Nhật Bản (719)[55]
- Jordan (97)[56]
- Kazakhstan (415)[57]
- Hàn Quốc (833)[58](Chủ nhà)
- Kuwait (259)[59]
- Kyrgyzstan (117)[60]
- Lào (102)[61]
- Liban (41)[62]
- Ma Cao (135)[63]
- Malaysia (277)[64]
- Maldives (142)[65]
- Mông Cổ (234)[66]
- Myanmar (64)[67]
- Nepal (206)[68]
- Oman (93)[69]
- Pakistan (194)[70]
- Palestine (55)[71]
- Philippines (150)[72]
- Qatar (251)[73]
- Ả Rập Xê Út (202)[74]
- Singapore (230)[75]
- Sri Lanka (80)[76]
- Syria (30)[77]
- Đài Bắc Trung Hoa (420)[78]
- Tajikistan (92)[79]
- Thái Lan (518)[80]
- Đông Timor (33)[81]
- Turkmenistan (80)[82]
- UAE (85)[83]
- Uzbekistan (291)[84]
- Việt Nam (196)[85]
- Yemen (34)[86]